# Noctua loeberbaueri
Noctua loeberbaueri là một loài bướm đêm trong họ Noctuidae.